# Tokyo Stadium
Tōkyō Stadium (東京スタジアム?, Tōkyō Sutajiamu) è un impianto sportivo multifunzione che si trova a Chōfu, città della conurbazione di Tokyo, capitale del Giappone.
Sorge circa 20 km a ovest del centro della capitale, e fu costruito tra il 1999 e il 2001, anno di inaugurazione, su un terreno un tempo in uso alle forze armate statunitensi.
Costato circa 34 miliardi di yen (~261 milioni di euro), è principalmente dedito al calcio e impianto interno di due club di tale disciplina, il FC Tokyo e il Tokyo Verdy.
A livello internazionale ha altresì ospitato diverse gare della Coppa del Mondo di rugby 2019, tra cui la partita inaugurale del torneo e la finale per il terzo posto, alcuni incontri della fase a gironi dei tornei di calcio nonché tutti quelli di rugby a 7 dei giochi olimpici di Tokyo nel 2021.
Dal 2003 è noto, fuori dagli eventi sportivi internazionali, con il nome commerciale di Ajinomoto Stadium (味の素スタジアム?, Ajinomoto Sutajiamu) a seguito di accordo con l'industria alimentare giapponese Ajinomoto, più volte rinnovato.

## Storia
Lo stadio fu costruito a fine XX secolo su un terreno della prefettura di Tokyo un tempo utilizzato dalle truppe delle forze armate statunitensi in Giappone e, fin dalla sua inaugurazione, avvenuta il 10 marzo 2001, è il terreno interno dei club calcistici FC Tokyo e Tokyo Verdy.
Nel 2002 lo stadio non fu tra quelli scelti per ospitare il 17º campionato mondiale di calcio che si tenne in Corea del Sud e Giappone, purtuttavia fu utilizzato dalla nazionale di calcio saudita come terreno per i propri allenamenti.
Nel 2003 la società di gestione dell'impianto, Tokyo Stadium Co., concluse un accordo di naming, il primo nel Paese per uno stadio, con l'azienda alimentare Ajinomoto, a seguito del quale la struttura assunse il nome di Ajinomoto Stadium.
In occasione della Coppa dell'Asia orientale 2010 Tokyo Stadium ospitò per la prima volta la nazionale giapponese di calcio, uno 0-0 contro la Cina nel girone finale di tale competizione.
A seguito del terremoto del Giappone nel 2011 lo stadio fu provvisoriamente destinato a luogo di ricovero: la prefettura ivi dispose, infatti, il dislocamento di circa 1600 sfollati.
Fu tra le sedi che ospitarono gli incontri della Coppa del Mondo di rugby 2019; benché non designato per la finale, cui fu destinato lo Stadio internazionale di Yokohama, fu la struttura che accolse il maggior numero di incontri della competizione, otto, tra cui due quarti di finale e la finale per il terzo posto.
Nel 2021 Tokyo Stadium ospitò alcune prove di pentathlon moderno (equitazione, tiro e corsa), alcune gare del torneo di calcio e l'intero torneo di rugby a 7 dei XXXII giochi olimpici.
Nel torneo di calcio femminile ospitò l'incontro d'esordio delle campionesse del mondo in carica degli Stati Uniti, sconfitte 0-3 dalla Svezia che così interruppe un'imbattibiità americana che durava dal 2019.

## Incontri internazionali di rilievo

### Calcio
| Chōfu 6 febbraio 2010, ore 19:15 UTC+9 Coppa dell'Asia Orientale 2010, turno finale | Giappone         | 0 – 0 referto | Cina | Tokyo Stadium (25964 spett.)\| Arbitro: \| Strebre Delovski \| |
| Arbitro:                                                                            | Strebre Delovski |               |      |                                                                |

| Arbitro: | Yoshimi Yamashita |

|                                  |           |  |
| Blackstenius 25’, 54’ Hurtig 72’ | Marcatori |  |

### Rugby a 15
| Arbitro: | Wayne Barnes |

|                                                                    |      |                         |
| Moody 4’ B. Barrett 13’ B. Smith 33’, 40+1’ Crotty 42’ Mo'unga 76’ | mt   | 19’ Amos 59’ Adams      |
| Mo'unga 4’, 13’, 33’, 40+1’, 42’                                   | tr   | 19’ Patchell 59’ Biggar |
|                                                                    | c.p. | 27’ Patchell            |